# كليو جيمس
كليو جيمس (بالإنجليزية: Cleo James)‏ هو لاعب كرة قاعدة أمريكي، ولد في 31 أغسطس 1940 في كلاركسديل في الولايات المتحدة.

## وصلات خارجية
- كليو جيمس على موقعبيزبول رفرنس.كوم (الدوري الرئيسي) (الإنجليزية)
- كليو جيمس على موقعبيزبول رفرنس.كوم (الدوري الثانوي) (الإنجليزية)
- كليو جيمس على موقع مشجعي الرسوم البيانية (الإنجليزية)